# Andrea Casiraghi
Andrea Casiraghi (* 8. Juni 1984 in Monaco; vollständiger Name Andrea Albert Pierre Casiraghi) ist das älteste Kind von Prinzessin Caroline von Monaco und ihrem zweiten Ehemann, dem italienischen Unternehmer Stefano Casiraghi. Seine Geschwister sind Charlotte und Pierre Casiraghi. Alexandra Prinzessin von Hannover ist seine Halbschwester.

## Leben

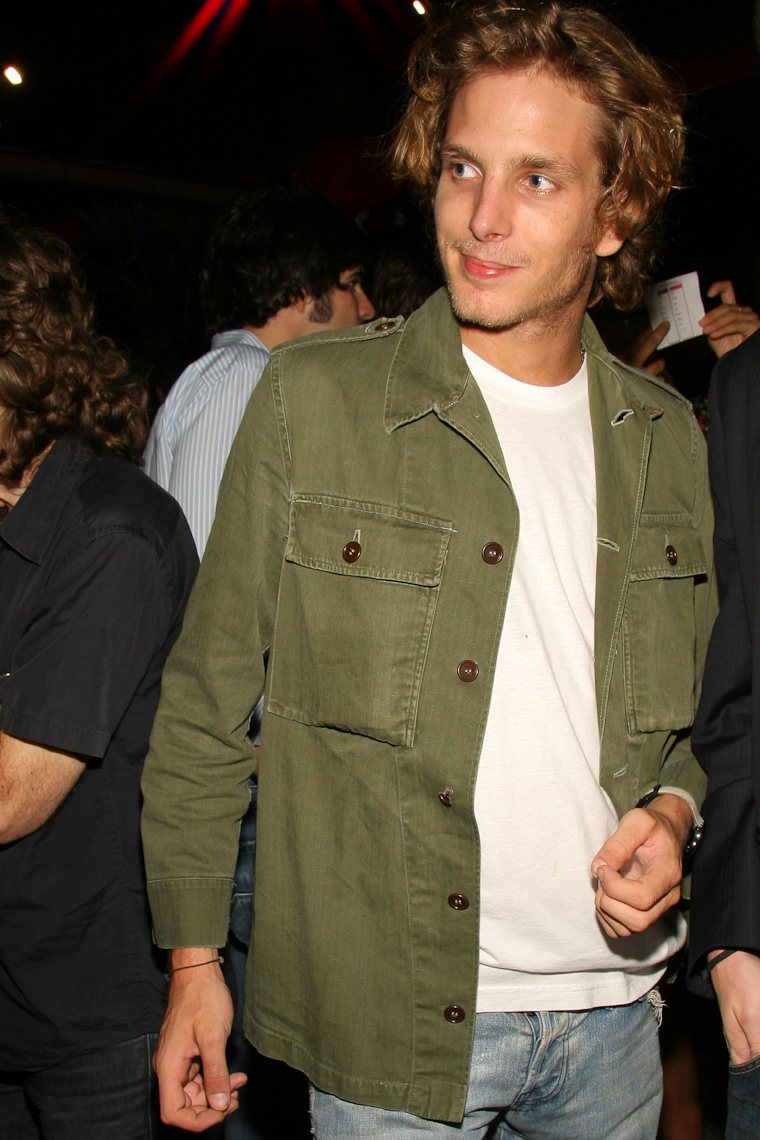
Andrea Casiraghi, 2008

Casiraghi ist der älteste Enkelsohn von Fürst Rainier von Monaco und Fürstin Gracia Patricia. Auf Betreiben seiner Mutter erhielt er – wie seine Geschwister Charlotte und Pierre – keinen Adelstitel. 1990, als Andrea sechs Jahre alt war, starb sein Vater bei einem Rennunfall mit einem Offshore-Powerboat. Die Familie zog daraufhin in einen kleinen Ort nahe Saint-Rémy-de-Provence. Später besuchte er eine renommierte internationale Schule in Paris und wurde 1999 vom People Magazine unter die „50 Most Beautiful People“ gewählt. 
Casiraghi ist seit dem 31. August 2013 mit der Kolumbianerin Tatiana Santo Domingo, der Enkeltochter Julio Mario Santo Domingos, verheiratet. Julio Mario Santo Domingo baute ein auf einen Wert von sechs Milliarden Dollar geschätztes Wirtschaftsimperium auf und war Großaktionär der zweitgrößten Brauerei der Welt, SABMiller. Die standesamtliche Trauung fand im fürstlichen Palast in Monaco statt; die kirchliche Trauung wurde am 1. Februar 2014 in Rougemont im schweizerischen Waadtland vollzogen.
Tatiana Santo Domingo brachte am 21. März 2013 einen Sohn zur Welt. Medienberichten zufolge lautet sein vollständiger Name Alexandre Andrea Stefano, der meist zu Sasha oder Sacha verkürzt wird. Am 12. April 2015 wurde Tochter India in London geboren; am 19. April 2018 folgte Sohn Maximilian Rainier.

## Thronfolge
Andrea stand zwischen 2005, der Thronbesteigung seines Onkels Albert, und 2014, der Geburt von Alberts Zwillingskindern, an Platz zwei der Thronfolge, hinter seiner Mutter Caroline. Er wäre als Thronfolger in Frage gekommen, hätte Albert nicht im Alter von 56 Jahren noch legitime Nachfahren gezeugt. 2025 steht Andrea auf Platz vier der Thronfolge.